# 五蹦蹦棋
五蹦蹦棋，是山東長清縣的兩人傳統棋類。

## 棋具
- 五橫五豎的橫縱線交叉，組成共二十五個棋點。

- 雙方各二十五棋子，以兩色區分敵我。

## 規則
- 初始佈置為雙方各五枚棋子放至底線作為座子，其餘棋子作備用。
- 每方回合從以下四種方式選擇之一。
  - 放子：将一枚己子放入空棋點。
  - 走子：一枚己子沿線一步至空棋位。
  - 拔子：若棋盤皆為棋子，改將一枚敵棋移回給敵方備用，下回合敵方也需選一枚對方的棋子移回給對方備用。
  - 跳換：沿線跳過鄰點一到三枚相連的敵棋落到同方向的第一個緊連空點，中間不可有空位。然後，把該些敵子移出遊戲不再使用，並在該些棋位需全放入己方同樣數量的備用棋子。如果備用數量剩下兩枚或以下，則部分留空位。若無備用棋子，則不放。

- 當棋盤都被兩方棋子占滿時，兩方各選一枚敵棋移除棋盤不再使用，然後繼續遊戲。

- 消滅所有敵棋獲勝[1]。